# Gabi Rockmeier
Gabrielle ("Gabi") Rockmeier (née le 29 novembre 1973 à Moosburg an der Isar) est une athlète allemande spécialiste du 100 et du 200 mètres. Elle est la sœur jumelle de Birgit Rockmeier.

## Carrière
En 1998, elle remporte la médaille d'argent du relais 4 × 100 m des Championnats d'Europe de Munich aux côtés de Melanie Paschke, Andrea Philipp et de sa sœur Birgit Rockmeier, l'équipe d'Allemagne est devancée de neuf centièmes de secondes par la France. Auteur de la meilleure performance de sa carrière sur 200 m en juillet 2001 avec le temps de 22 s 68, Gabi Rockmeier fait partie du relais 4 × 100 m se classant deuxième des Championnats du monde d'Edmonton, derrière les États-Unis. L'équipe d'Allemagne, composée par ailleurs de Melanie Paschke, Birgit Rockmeier et Marion Wagner, est finalement déclarée vainqueur de l'épreuve en 2002 après la disqualification de l'équipe américaine à la suite du dopage avéré de Kelli White dans le cadre de l'affaire Balco.
Elle remporte la seule médaille individuelle de sa carrière lors d'une compétition internationale majeure en se classant troisième du 200 m des Championnats d'Europe en salle 2002, derrière la Française Muriel Hurtis et l'Autrichienne Karin Mayr. En août 2002, l'Allemande remporte la médaille d'argent du relais 4 × 100 m des Championnats d'Europe de Munich, s'inclinant de nouveau face au relais français.

## Records personnels
- 100 m : 11 s 17 (Stuttgart, 30/06/2001)
- 200 m : 22 s 68 (Stuttgart, 01/07/2001)

## Palmarès
| Année | Compétition                    | Lieu          | Résultat | Épreuve   |
| ----- | ------------------------------ | ------------- | -------- | --------- |
| 1991  | Championnats d'Europe junior   | Thessalonique | 1re      | 4 × 100 m |
| 1998  | Championnats d'Europe          | Munich        | 7e       | 200 m     |
| 1998  | Championnats d'Europe          | Munich        | 2e       | 4 × 100 m |
| 1998  | Coupe du monde                 | Johannesburg  | 3e       | 4 × 100 m |
| 2000  | Jeux olympiques                | Sydney        | 6e       | 4 × 100 m |
| 2001  | Championnats du monde          | Edmonton      | 1re      | 4 × 100 m |
| 2002  | Championnats d'Europe en salle | Vienne        | 3e       | 200 m     |
| 2002  | Championnats d'Europe          | Munich        | 5e       | 200 m     |
| 2002  | Championnats d'Europe          | Munich        | 2e       | 4 × 100 m |
| 2002  | Coupe du monde                 | Madrid        | 8e       | 200 m     |
| 2002  | Coupe du monde                 | Madrid        | 5e       | 4 × 100 m |